# Jorge D'Alessandro
Roberto Jorge D'Alessandro Di Ninho, mais conhecido como D'Alessandro (Buenos Aires, Argentina, 28 de julho de 1949), é um ex-jogador e ex-treinador de futebol. Atualmente, está aposentado.

## Carreira

### Como jogador
Sua carreira profissional teve início na Argentina, no San Lorenzo, onde conquistou quatro campeonatos da primeira divisão. Em junho de 1974, durante a participação do San Lorenzo no troféu internacional de San Juan de Sahagun na Espanha, D'Alessandro impressionou o UD Salamanca, que o contratou após superar as restrições da Federación Argentina de Football, que havia proibido menores de 26 anos de jogarem no exterior.
Durante uma partida entre Athletic Bilbao e UD Salamanca, D'Alessandro teve um encontro com o atacante Dani, resultando em uma lesão. Mesmo após uma nefrectomia, na qual um rim foi removido, ele continuou sua carreira. Em 16 de outubro de 1983, outra lesão afastou-o do campo, desta vez no confronto com John Metgod, no Estádio Santiago Bernabéu. Ele sofreu uma lesão no menisco e ligamento externo, que ficou vários meses afastado. Depois de sua recuperação, ele não conseguiu recuperar a titularidade, sendo substituído por seu reserva, Ángel Lozano, que assumiu o gol na reta final da temporada.
Em 17 de maio de 1984, D'Alessandro disputou um dos últimos jogos de sua carreira, defendendo o gol do Americano contra o FC Barcelona, em homenagem ao Cholo "Sotil". Após a temporada de 1983/84, com dez anos de serviço ao UD Salamanca, a decisão política de não renovar seu contrato levou D'Alessandro a se aposentar após 35 anos, aceitando uma oferta de formação na base de futebol da União Europeia.
Ao longo de sua carreira, ele disputou 234 partidas da Primeira Divisão pela UD Salamanca, estabelecendo um recorde ainda em vigor.

### Como treinador
D'Alessandro começou sua carreira de treinador nos níveis mais baixos do UD Salamanca. Na temporada 1989/90, assumiu o comando da equipe subsidiária da Terceira Divisão, o CD Salmantino, lutando para ascender à Segunda B.
No verão de 1990, foi contratado pelo UE Figueres, da Segunda Divisão, levando o modesto clube do Empordà à disputa pelo acesso à Primeira Divisão. Embora não tenha conquistado a promoção, D'Alessandro ganhou destaque como treinador promissor. Na temporada 1992/93, o Real Betis confiou-lhe o projeto de retornar a equipe à elite do futebol espanhol. No entanto, D'Alessandro não teve êxito nesta nova etapa. Após atritos com o presidente do Betis, Ruiz Lopera, foi demitido no meio da temporada, quando a equipe ocupava a sétima posição.
Um ano depois, outro presidente polêmico, Jesús Gil, deu-lhe a oportunidade de estrear como técnico na Primeira Divisão. Após ter demitido cinco treinadores em apenas seis meses, em março de 1994, Gil contratou D'Alessandro para tentar salvar o Atlético de Madrid do rebaixamento. Nos últimos nove jogos, os rojiblancos conquistaram 12 pontos de 18 possíveis, terminando o campeonato na 14ª posição. Apesar de alcançar o objetivo, o treinador de Buenos Aires não teve o contrato renovado e foi substituído por Pacho Maturana.
Entretanto, o treinador colombiano permaneceu apenas cinco meses no comando. Em novembro de 1994, Jesús Gil recontratou D'Alessandro com o objetivo de classificar o clube para a Liga dos Campeões. Desta vez, porém, o desempenho de D'Alessandro não convenceu o presidente colchonero, e seu contrato foi rescindido em fevereiro de 1995.
Na temporada 1995/96, voltou ao UD Salamanca, que lutava com dificuldades para evitar o rebaixamento à Segunda B. Chegou ao clube com apenas 13 rodadas restantes para o fim do campeonato. O treinador trouxe novo ânimo ao elenco, mas a equipe não conseguiu sair da parte inferior da tabela.
Na temporada seguinte, D'Alessandro assumiu o comando do CP Mérida, novamente na Segunda Divisão, no meio da temporada, e conseguiu promover a equipe à Primeira Divisão. No entanto, o time permaneceu apenas uma temporada na elite.
Em janeiro de 2000, retornou ao comando técnico para substituir Tolo Plaza no Elche CF, também pela Segunda Divisão. A equipe reagiu bem no segundo turno e atingiu o objetivo da permanência, embora D'Alessandro não tenha tido o contrato renovado. Na metade da temporada 2000/01, foi novamente chamado para comandar o clube após a saída de Felipe Miñambres. Dessa vez, não conseguiu melhorar os resultados do antecessor, obtendo apenas duas vitórias em 15 partidas. Foi demitido antes do término da temporada, deixando a equipe de Alicante na zona de rebaixamento.
Sua segunda passagem no banco do UD Salamanca começou logo após o início da temporada 2002/03, novamente na Segunda Divisão. Em 13 de outubro de 2002, foi indicado para substituir Balta, e terminou a campanha com o clube na sétima posição.
Em novembro de 2003, voltou a atuar como substituto emergencial, assumindo o Rayo Vallecano, que ocupava a lanterna da Segunda Divisão. Não conseguiu reverter a situação crítica e foi demitido três meses após sua chegada.
Em abril de 2010, foi novamente chamado para comandar o UD Salamanca em sua terceira passagem pelo clube, com a missão de evitar o rebaixamento. Nessa etapa, contou com Pablo Zegarra como auxiliar técnico. Após um árduo trabalho na reta final da temporada, conseguiu salvar a equipe. Com a missão cumprida, decidiu não continuar à frente do time.